# Осиповичи (Горецкий район)
Осипо́вичи (бел. Асіповічы) — деревня в составе Овсянковского сельсовета Горецкого района Могилёвской области Республики Беларусь.

## Население
- 1999 год — 43 человека
- 2010 год — 14 человек